# Saimaa
A Saimaa (más néven Iso-Saimaa, magyarul ’Nagy-Saimaa’) Finnország legnagyobb tava, egyben Európa negyedik legnagyobb természetes tava. A Finn-tóvidéken található, a tó levezető folyója a Vuoksi, mely a Ladoga-tóba vezeti a Saimaa vizét.
A Saimaa partján fekvő városok: Lappeenranta, Imatra, Savonlinna, Mikkeli, Joensuu, Kitee és Varkaaus.

## Földrajz
A Saimaa felülete mintegy 4380 négyzetkilométer. Tulajdonképpen földnyelvekkel összekapcsolt tórendszerek összessége, melyek közül a legnagyobbak a Déli-Saimaa (más néven Saimaa vagy Saimaa-selkä), a szigetekkel tarkított Pihlajavesi Savonlinnától délre, a szinte érintetlen természetet képviselő Haukivesi Savonlinnától északra, valamint a nyilt vízű Pyhäselkä Joensuutól délre.
A tó átlagosan 75,70 méterrel a tengerszint felett helyezkedik el, legnagyobb mélységét, 84 métert, Yövesinél mérték.
A Saimaa-medencének (a tónál nagyobb terület) vannak olyan részei, ahol az „egy egységre jutó partvonalhossz nagyobb, mint bárhol máshol a világon, a teljes hossz pedig közel 15 000 kilométer. A szigetek magas száma – 14 000 – mutatja, hogy milyen részletekben gazdag labirintus rendszer ez.”

## Keletkezés
I. e. 6500 körül, a jégkorszak után Saimaa és Päijänne közös medencében létrehozta Közép-Finnország nagytavát, mely Kalajokin keresztül a Botteni-öbölbe folyt le. A szárazföld emelkedésével a közös medence megszűnt és a Saimaaból önálló tó lett. Ezzel egyidőben a Kymijokihoz tartozó két levezető csatorna is megtört, melyekből a Päijänne levezetése lett. A két megszűnt levezetés helyett kb. i. e. 4000-ben létrejött a Vuoksi.

## Vízi közlekedés
A Saimaa-csatorna Lappeenranta-tól Viborgig és Suomenlahtiig vezet. Csatornák kötik össze a Saimaa tavat Dél-Finnország más tavaival (Unnukka, Kallavesi, Pielinen és Juojärvi) egy igazi víziút-hálózatot alkotva. A csatornákat korábban elsősorban a fa- és egyéb árucikkek szállítására használták, jelenleg – a Saimaa-csatorna élénk teherszállító forgalma kivételével – utazók, csónakosok és utasszállító hotelhajók teszik ki a főbb felhasználói csoportot.

## Állatvilág

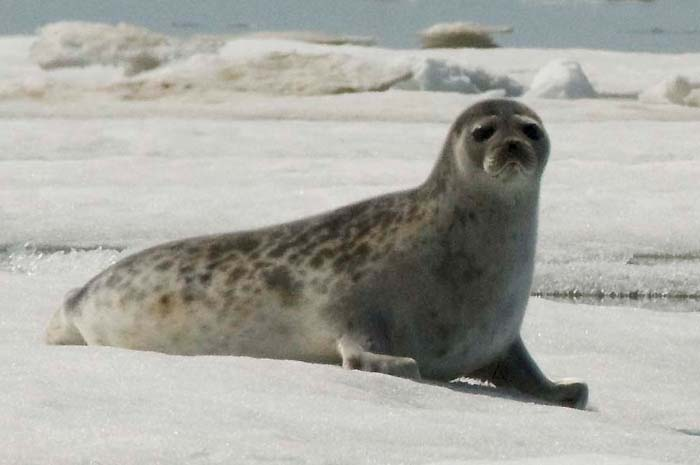
Saimaa-fóka

A ritka és veszélyeztetett édesvízi fókák közül a saimaa-gyűrűs fóka csak itt él. Ez a kritikusan veszélyeztetett alfaj, más gyűrűs fóka populációtól mintegy 8000 évvel ezelőtt vált külön. Ma már csak kb 260 egyedre teszik számukat. Az itt őshonos Saimaa-tavi pisztráng saimaai Saimaa Pielinen és az őshonos tavi pisztráng természetes körülmények között már nem szaporodik.

## Fordítás
- Ez a szócikk részben vagy egészben  a   Saimaa című finn Wikipédia-szócikk fordításán alapul.  Az eredeti cikk szerkesztőit annak laptörténete sorolja fel. Ez a jelzés csupán a megfogalmazás eredetét és a szerzői jogokat jelzi, nem szolgál a cikkben szereplő információk forrásmegjelöléseként.
- Ez a szócikk részben vagy egészben  a   Saimaa című angol Wikipédia-szócikk fordításán alapul.  Az eredeti cikk szerkesztőit annak laptörténete sorolja fel. Ez a jelzés csupán a megfogalmazás eredetét és a szerzői jogokat jelzi, nem szolgál a cikkben szereplő információk forrásmegjelöléseként.